# 奢侈稅
奢侈税（英語：Luxury tax）是消費稅的一種，針對奢侈品課徵，為了讓稅制符合社會公平原則，以及抑制特種貨物在短期內轉手交易的以錢滾錢的行為。

## 理論
支持財富重分配（左派）的論述中，富人有義務為社群付出更多。然而，不論是用所得稅的累進稅率或資本利得稅，富人往往能用各種避稅手段。奢侈税的論點是：富人終究還是會花錢，而奢侈品只有富人才買得起，所以只要向奢侈品課稅，就能精準地向富人收到稅金，達成財富重分配的目標。
支持自由市場（右派）的論述則認為：各種奢侈品的買賣仍對經濟有貢獻，甚至支撐起一整個產業，例如遊艇產業、跑車產業，向其課稅會影響經濟。然而，有研究認為有些奢侈品是限量、用來展示財富的地位性商品，其價值取決於和其他商品的相對價格、以及其他人是否買得起，而不是產品的實質效用有多高。在這種情況下，因需求曲線不易受價格影響，從中抽取一定比例的稅並不會造成奢侈品的交易量。
自由至上主義則認為，購買奢侈品是有錢人的自由，而且大多數奢侈品並沒有社會成本，買跑車、古董、珠寶等等並沒有傷害任何人，政府無權介入。

## 執行歷史和現況
奢侈税流行於歐洲許多國家，其效果究竟如何有一定的爭論。據信於1810年，由普魯士王國首創奢侈稅。在這之前，歐洲也曾有些國家課徵窗稅，也就是根據房屋的窗戶數量來課稅，造成一些富人用大量的窗戶炫富。挪威自20世紀初便向汽車、糖製品和巧克力課徵奢侈，此稅至今仍在，但這些產品早已不是奢侈品。奧地利在1998年停止徵收奢侈稅。
美國在1991年開徵游艇奢侈税，但在1993年8月廢止。
在亞洲，香港使用額外印花稅。
中華民國的《特種貨物及勞務稅條例》於2011年通過並開始實施，據其修正提案的立法院議案關係文書所記載，該條例的目標是抑制短期交易及穩健房市，與持有奢侈品造成社會成本的高低無關。針對銷售價格或完稅價格300萬元以上的小客車、遊艇、自用飛機（直昇機及超輕型載具）等特種貨物，以及每次銷售價格達新臺幣50萬元之入會權利（不包括可退還之保證金）等課徵10%的特銷稅。非自用住宅如果在一年內轉手，則課徵15%的奢侈稅；在一至兩年間轉手，則課徵10%的奢侈稅。2016年房地合一實價課稅房地合一新制度實施後，房屋、土地同步停徵。

## 其他用途
奢侈稅有時被用來打擊有外部成本的產品，如珊瑚、皮草、象牙、地點不當的高爾夫球場。然而外部成本和商品價格不見得有關，例如高價汽車的外部成本和一般汽車無異。
奢侈稅的另一個功能是用來打房，然而有人批評力道可能不足、打擊對象不夠精確、或為時已晚；甚至有建商及投資客將奢侈會轉嫁給消費者的案例。而對於打房前幾年因為各種理由購屋者，多數中產階級及中下階級必須將高比例的收入投入購置房屋、甚至以貸款形式預支未來收入，房價暴跌可能導致財富值大幅降低，影響其理財規劃。
針對一些產品的奢侈稅可能違反WTO，會遭到貿易報復。

## 相關
- 奢華

## 外部連結
- 特種貨物及勞務稅條例 （页面存档备份，存于）
- 奢侈税或将抑制"过度消费" 中国经济网 2014-05-24